# Самохвалов, Никита Сергеевич
Ники́та Серге́евич Самохва́лов (1896—1960) — советский военачальник, генерал-майор (16 мая 1944).

## Биография
Родился 15 апреля 1896 года в селе Михайловка Михайловской волости Мелитопольского уезда Таврической губернии (ныне — районный центр Запорожской области Украины).
В 1912 году переехал из Таврической губернии в Уральскую область. До призыва на военную службу работал ремонтным рабочим на станции Изембет Ташкентской железной дороги. В Русской императорской армии служил с августа 1915 года по сентябрь 1917 года. Был зачислен рядовым в 105-й запасный пехотный полк в городе Оренбурге. После военного обучения убыл на Западный фронт, где был назначен в 118-й пехотный Шуйский полк. После обучения в 1916 году в учебной команде, Самохвалов служил в том же полку младшим и старшим унтер-офицером. Воевал на Западном и Румынском фронтах, дважды был ранен. После второго ранения был эвакуирован в госпиталь в городе Верхнеднепровск Екатеринославской губернии. В сентябре 1917 года, по излечении, уволен со службы и убыл на родину, где вновь устроился работать на железной дороге станции Изембет.

### Гражданская война
В Красной армии Самохвалов служил с апреля 1919 года. Участник Гражданской войны в России. Сначала был назначен командиром взвода во 2-й коммунистический Кустанайский полк, в его составе воевал на Туркестанском фронте. В марте 1920 года был направлен на Оренбургские курсы красных командиров и после их расформирования в июне этого же года вернулся в полк. С июля 1920 года воевал на Южном фронте. В составе 23-й стрелковой дивизии был командиром роты и батальона 207-го Кустанайского, 202-го и 205-го стрелковых полков, воевал против войск генерала П. Н. Врангеля. По окончании боев в Крыму полк влился в 9-й стрелковый полк 3-й Казанской стрелковой дивизии, где Самохвалов проходил службу командиром взвода и роты. С марта 1922 года командовал ротой в 5-м отдельном батальоне ЧОН, с октября — 36-й отдельной ротой ЧОН в городе Джанкой.

### Межвоенное время
Осенью 1923 года Никита Сергеевич был направлен на курсы старшего начсостава в Харьков, по окончании которых, с июля 1924 года, командовал ротой в 295-м стрелковом полку 99-й стрелковой дивизии в городе Черкассы. В октябре 1926 года Н. С. Самохвалов был назначен командиром стрелкового батальона и направлен на курсы «Выстрел». После окончания курсов в августе 1927 года вернулся в полк на прежнюю должность. В ноябре 1930 года переведен командиром батальона в 131-й Таращанский стрелковый полк 44-й стрелковой дивизии в городе Новоград-Волынский; в апреле 1931 года назначен помощником командира по хозяйственной части 130-го Богунского стрелкового полка. С октября 1933 года проходил службу в 7-й Черниговской стрелковой дивизии в должности командира и комиссара 21-го стрелкового полка в городе Ромны. В январе 1938 года полковник Н. С. Самохвалов был переведен преподавателем в Киевское пехотное училище имени Рабочих Красного Замоскворечья. В октябре 1939 года назначен в Смоленское стрелково-пулеметное училище, где занимал должности руководителя тактики, помощника начальника училища и с декабря 1940 года — заместителя начальника училища.

### Великая Отечественная война
Участник Великой Отечественной войны. Первоначально осуществлял командование военными училищами. С апреля 1942 года — исполняющий должность коменданта 73-го укрепрайона. В июле этого же года — полковник Н. С. Самохвалов командовал 102-й стрелковой дивизией и находился в этой должности до конца августа. После расформирования дивизии находился в распоряжении командующего войсками Северной группы Закавказского фронта. В начале октября был назначен командиром 5-й гвардейской стрелковой бригады 10-го гвардейского стрелкового корпуса. В апреле 1943 года был отстранен от должности и зачислен в распоряжение Военного совета Северо-Кавказского фронта. В июле этого же года был назначен заместителем командира 32-й гвардейской стрелковой дивизии, входившей в состав 11-го гвардейского стрелкового корпуса 56-й армии. 24 марта 1944 года был назначен командиром 2-й гвардейской стрелковой Таманской Краснознаменной дивизии, входившей в 11-й гвардейский стрелковый корпус Отдельной Приморской армии. 12 февраля 1945 года генерал-майор Н. С. Самохвалов был переведен на должность командира 54-й стрелковой дивизии 71-го стрелкового корпуса 3-го Белорусского фронта; фактически ею не командовал и в том же месяце был назначен заместителем командира 71-го стрелкового корпуса. С 28 февраля был командиром 88-й стрелковой Витебской Краснознаменной дивизии.

### После войны
С июля 1945 года Никита Сергеевич Самохвалов находился в распоряжении Главного управления кадров. В январе 1946 года был назначен заместителем командира 31-го стрелкового корпуса Беломорского военного округа. С ноября 1947 года исполнял должность начальника Объединенных курсов усовершенствования офицерского состава округа. С мая 1951 по май 1952 года находился на учебе на курсах усовершенствования командиров стрелковых дивизий при Военной академии им. М. В. Фрунзе. С ноября 1953 года состоял в распоряжении командующего войсками Северного военного округа. В декабре этого же года был назначен начальником военной кафедры Ташкентского сельскохозяйственного института.
14 июня 1958 года был уволен в запас. Умер 25 мая 1960 года в Ташкенте, Узбекская ССР.

## Награды
- Награждён орденом Ленина, четырьмя орденами Красного Знамени, орденами Суворова 2-й степени, Кутузова 2-й степени, Богдана Хмельницкого 2-й степени, а также медалями.